# À pied, à cheval et en voiture
Pour plus de détails, voir Fiche technique et Distribution.
À pied, à cheval et en voiture est un film français réalisé par Maurice Delbez en 1957.

## Résumé
Monsieur Léon Martin, incarnation du bourgeois moyen, se décide à acheter une voiture. Il espère ainsi faire meilleure figure lors d'une partie de chasse chez Monsieur de Grandlieu. Par cette rencontre mondaine, l'avenir de sa fille Mireille, éprise de Paul de Grandlieu, doit s'éclairer. Il découlera de cet espoir l'obtention du permis de conduire, la visite du Salon de l'Auto, les hésitations sur le choix du modèle, les duperies d'un vendeur ébouriffant, les péripéties cocasses de la chasse en Sologne. Revenu de tout, monsieur Martin marie finalement sa fille selon son cœur, et garde sa préférence pour le métro comme moyen de transport.

## Fiche technique
- Réalisation : Maurice Delbez
- Scénario : Jacques Antoine, Serge de Boissac
- Adaptation : Jean-Jacques Vital, Serge de Boissac
- Dialogues : Serge de Boissac et Noël-Noël
- Assistant réalisateur : Pierre Granier-Deferre
- Images : André Germain
- Opérateur : Robert Schneider, assisté de Michel Bouyer et André Dumesnil
- Son : Pierre-Henri Goumy, assisté d'Urbain Loiseau et J.J. Bareille
- Décors : Jacques Gut, assisté de Paul Moreau, d'après les maquettes de Jean d'Eaubonne
- Montage : Gilbert Natot
- Musique : Paul Misraki (éditions : Impéria)
- Script-girl : Alice Ziller
- Régisseur général : Roger Boulais
- Régisseur ensemblier : Henri Vergne
- Maquillage : Alexandre Ranesky
- Photographe de plateau : Jean Klissak
- Production : Régina Films, Simoja, Pierre O'Connel, Arys Nissotti, Cino Del Duca, Les Films Jean-Jacques Vital
- Chefs de production : Pierre Bochart, Jean-Jacques Vital
- Directeur de production : Louis de Masure
- Distribution : Cinédis
- Tournage du 9 mai au 2 juillet 1957 dans les studios Eclair d'Épinay-sur-Seine
- Pays :  France
- Pellicule 35 mm, noir et blanc
- Enregistrement Westrex, laboratoire Eclair
- Durée : 87 minutes
- Genre : Comédie
- Date de sortie : 
  - France : 11 septembre 1957
- Visa d'exploitation : 19405

## Distribution
- Noël-Noël : Léon Martin, comptable dans une entreprise de pompes funèbres
- Darry Cowl : Hubert, le vendeur chez le concessionnaire de voitures d'occasions
- Sophie Daumier : Mireille Martin, la fille de Léon et Marguerite
- Noël Roquevert : M. Guillard, ex-commandant à la retraite
- Denise Grey : Marguerite Martin, la femme de Léon
- Jean Tissier : le vendeur au Salon de l'Automobile
- Gil Vidal : Paul de Grandlieu, le fiancé de Mireille
- Aimé Clariond : Monsieur de Grandlieu, le père de Paul, propriétaire en Sologne
- Viviane Gosset : Alice Lambet, la concierge
- Suzanne Guémard : Hélène Guillard, la femme de l'ex-commandant
- Hubert Deschamps : M. Lefranc, sous-directeur de l'entreprise des pompes funèbres Robichet
- Jacques Fabbri : Auguste, un conducteur de fourgon funéraire
- Gérard Darrieu : Robert, un conducteur de fourgon funéraire
- Robert Vattier : l'inspecteur auto-école
- Pierre Mirat : Viviani, un commerçant du quartier
- Edmond Ardisson : M. Duchemin, un commerçant du quartier
- Joël Monteilhet : le fils Duchemin
- Jean Galland : M. Cordier, l'invité bourré de tics chez Mr de Grandlieu
- Pierre Leproux : M. Chartis, le patron concessionnaire de voitures d'occasions
- Maurice Chevit : Léon, le garde chasse accompagnant les Martin
- Henri Coutet : un garde-chasse de M. de Grandlieu
- Jean-Pierre Jaubert : Chotard, un copain de Mireille
- Jean-Pierre Cassel : Mariel, un copain de Mireille
- Jean-Paul Belmondo : Venin, un copain de Mireille
- Jean-Pierre Moutier : un copain de Mireille
- Bernard Musson : l'agent à la marguerite
- Jack Ary : un agent de la circulation
- Max Amyl : un vendeur de voitures
- Charles Bayard : le domestique de M. de Grandlieu
- Jacques Seiler : le garçon sortant du "Bean's"
- Serge Bento : le cycliste
- Jean-Jacques Steen : un agent de la circulation
- Marc Arian : un témoin de l'accident
- Roger Lecuyer : l'homme dans le véhicule mortuaire qui s’impatiente
- Mado Darras
- Véga Vinci
- Jenny Doria
- Léon Daubrel
- Max Harry
- Roger Vincent
- Maurice Derville
- Yves Lemoullic
- Jacques Plée
- Max Montavon

## Autour du film
- Jean Dreville réalisa en 1958 une fausse suite de ce film : À pied, à cheval et en spoutnik, reprenant Noël-Noël et Denise Grey dans le rôle du couple Martin. Mais il s'agit là de la seule ressemblance, l'esprit du second film étant très différent du premier.

- Il s'agit du deuxième long-métrage de Jean-Paul Belmondo, après Les Copains du dimanche.